# 兒子的大玩偶
《兒子的大玩偶》為台灣作家黃春明第一本出版的短篇小說作品集，內容主要描寫台灣社會中，小人物的無奈和困境，為黃春明寫實主義代表作品之一。

## 內容
《兒子的大玩偶》為臺灣作家黃春明第一本出版的短篇小說作品集，內容主要描寫臺灣社會中，小人物的無奈和困境，為黃春明寫實主義代表作品之一。1969年由仙人掌出版社發行，收錄有〈魚〉、〈溺死一隻老貓〉、〈看海的日子〉、〈青番公的故事〉、〈癬〉和〈兒子的大玩偶〉；2000年皇冠改版後收錄〈兒子的大玩偶〉、〈蘋果的滋味〉、〈小琪的那頂帽子〉、〈我愛瑪莉〉、〈甘庚伯的黃昏〉、〈玩火〉、〈兩萬年的歷史〉、〈鮮紅蝦——下消樂仔的掌故〉、〈把瓶子升上去〉和〈清道伕的孩子〉。其中1956年寫成的〈清道伕的孩子〉為黃春明第一篇發表的作品。
黃春明透過短篇小說中不同時代、職業和性別的角色探討臺灣從農業社會步入現代化的過程和問題，展現其對人性的觀察、對臺灣鄉土的關懷。例如在〈蘋果的滋味〉中被汽車撞斷腿的工人阿發，因肇事者是美國上校而能住進現代化醫院，並收到高級的蘋果作為慰問，反映臺灣社會中的階級差距。〈甘庚伯的黃昏〉描寫年近70歲的花生田老農如何照料從南洋回來後精神失常的兒子，兒子如何受到歧視以及老父所採取的措施等。〈我愛瑪莉〉則直指當代社會崇洋媚外的心態。《兒子的大玩偶》故事主軸就圍繞在早期臺灣的日常生活和工作中，諸多無奈的主題，也反映出人心及當時社會文化。
短篇小說〈兒子的大玩偶〉原載於1968年2月25日《文學季刊》第六期。1969年收錄於同名小說集《兒子的大玩偶》內。故事描寫小鎮上突然出現一個小丑模樣的「廣告人」。原來是失業的坤樹，為了兒子的誕生願意「丑化」自己，毛遂自薦打扮成「小丑」，模仿國外電影上的「sandwich-man」（三明治人，人身前後各掛一片廣告看板，似三明治），背上戲院的廣告牌， 成為電影院宣傳噱頭以維持一家妻小的生活。坤樹回家後總是以小丑的臉蛋跟孩子玩，抱著孩子。直到有天戲院要他改以踩三輪車的廣告方式，卸了妝的坤樹，不用再忍受鄉人議論，但其兒子反而認不得自己為了讓兒子認出自己，竟然又在自己的臉上塗抹起來。1983年，本篇作品與〈蘋果的滋味〉 、〈小琪的那頂帽子〉由吳念真編劇，侯孝賢、曾壯祥、萬仁分任導演改編合拍成電影《兒子的大玩偶》，是為臺灣新電影打響了頭陣，形成一股小說改編成電影的浪潮。

## 創作背景
黃春明於1950年代創作至今，多被歸類為鄉土文學作家、寫實主義作家。據報導黃春明自述自己的創作目的為：「我寫作就像農夫一樣，我種出來的米誰都可以吃，國王可以吃，乞丐也可以吃，米對人是有用的。所以你問我創作的意義是什麼？我的回答是：是農夫種米給人吃。」表達其認為文學應對社會有用，且人人皆能讀懂。而《兒子的大玩偶》是在1960-1970年代創作，屆時臺灣文壇剛好是現代主義與寫實鄉土主義興盛發展的年代。鄉土文學是指反映臺灣人民生活樣貌之書寫，以文學實踐人文關懷。因此黃春明在其創作中用字遣詞易讀易懂，題材多為社會小人物、社會議題，用以傳達其對土地的情感與關懷。

## 版本
- 《兒子的大玩偶》（臺北：仙人掌出版社，1969）
- 《兒子的大玩偶》（臺北：大林，1983）[2]
- 《兒子的大玩偶》（臺北：水牛，1987）

- 《兒子的大玩偶》（臺北：皇冠出版社，2000）

- 《兒子的大玩偶》（臺北：聯合文學，2009）[7]